# Sansevieria liberica
Sansevieria liberica là một loài thực vật có hoa trong họ Măng tây. Loài này được Gérôme & Labroy miêu tả khoa học đầu tiên năm 1903.

## Hình ảnh

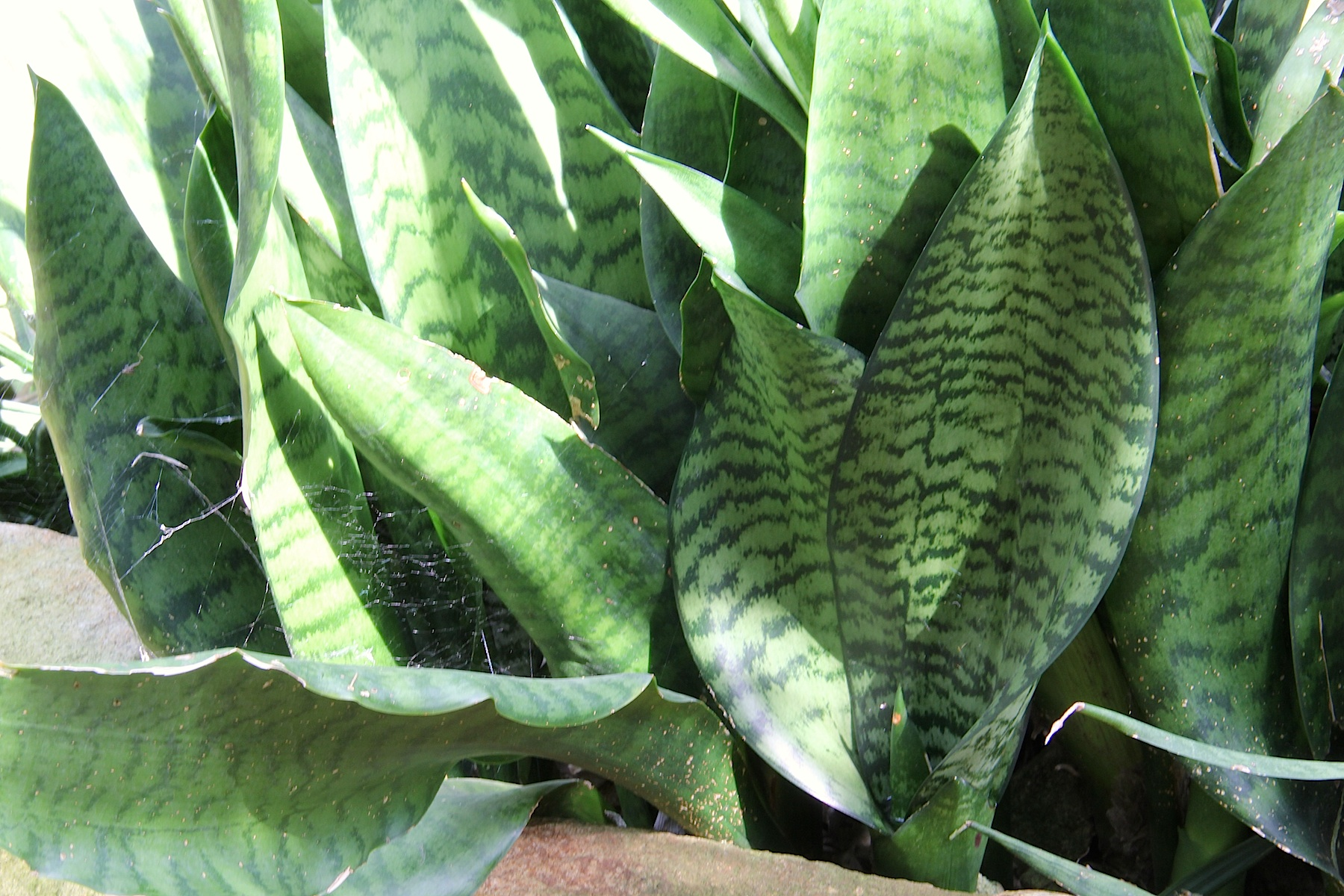
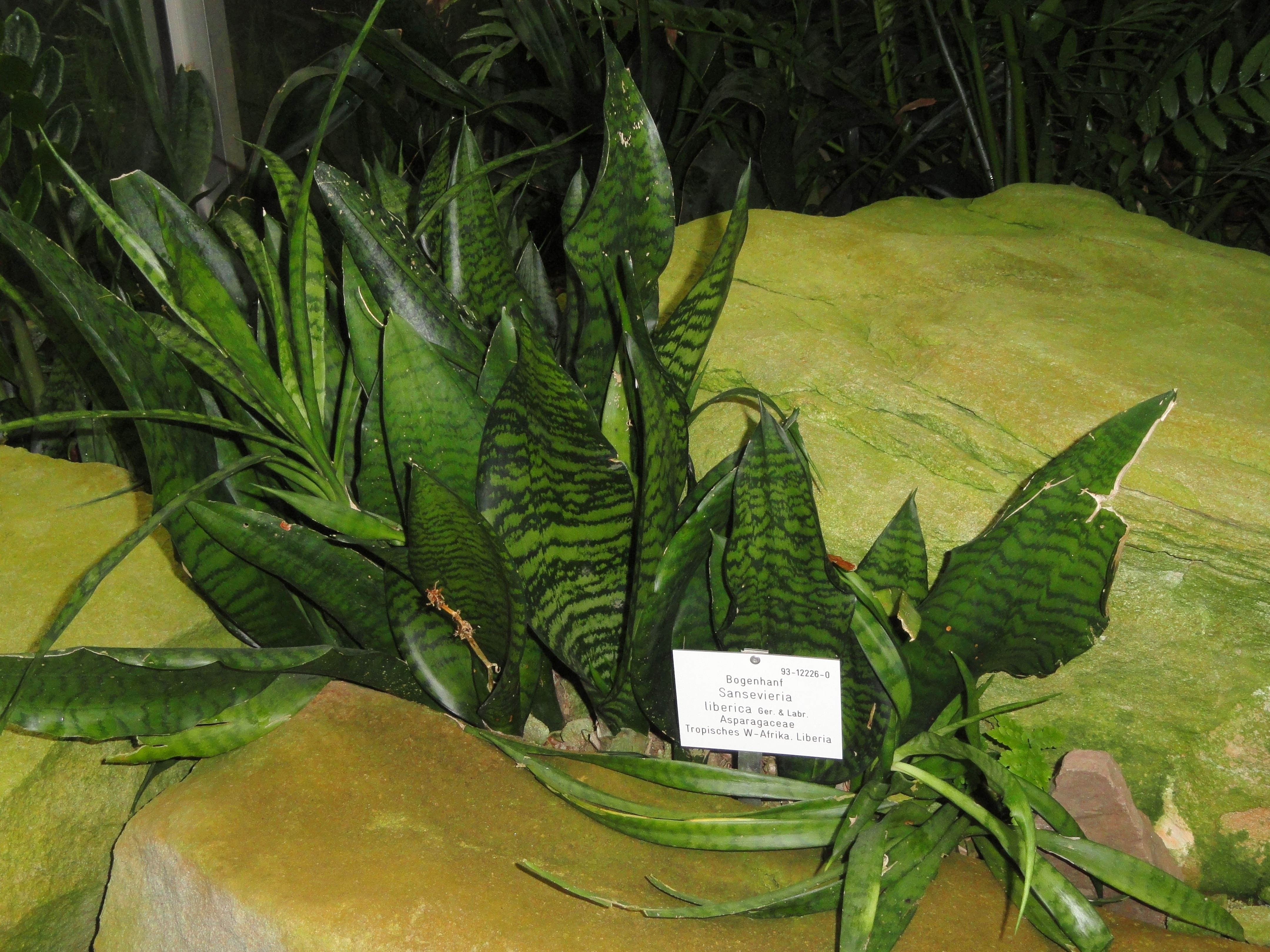